# Myospila latifrons
Myospila latifrons är en tvåvingeart som beskrevs av Wei 1991. Myospila latifrons ingår i släktet Myospila och familjen husflugor. Inga underarter finns listade i Catalogue of Life.